# James Haggarty
James "Jim" Haggarty, född 14 april 1914 i Port Arthur i Ontario, död 8 mars 1998 i Montréal, var en kanadensisk ishockeyspelare.
Haggarty blev olympisk silvermedaljör i ishockey vid vinterspelen 1936 i Garmisch-Partenkirchen.